# U-12 아시아 야구 선수권 대회
U-12 아시아 야구 선수권 대회(BFA U-12 Baseball Championship)는 아시아 야구 연맹이 주관하는 국제 야구 대회로 12세 이하의 선수가 참가한다. WBSC U-12 야구 월드컵의 아시아 지역 예선을 겸한다.

## 역대 대회
| 연도 | 개최국 |                | 우승          | 준우승         | 3위 |
| ---- | ------ | -------------- | ------------- | -------------- | --- |
| 2000 | 일본   | 대한민국       | 일본          | 중화 타이베이  |     |
| 2002 | 중국   | 중화 타이베이  | 홍콩          | 중화인민공화국 |     |
| 2004 | 중국   | 중화 타이베이  | 일본          | 대한민국       |     |
| 2006 | 일본   | 중화 타이베이  | 일본 지바     | 일본 사카타    |     |
| 2008 | 홍콩   | 중화 타이베이  | 일본          | 대한민국       |     |
| 2010 | 일본   | 중화 타이베이  | 일본          | 중화인민공화국 |     |
| 2012 | 중국   | 중화인민공화국 | 중화 타이베이 | 대한민국       |     |
| 2014 | 필리핀 | 중화 타이베이  | 일본          | 대한민국       |     |
| 2016 | 중국   | 일본           | 대한민국      | 중화 타이베이  |     |
| 2018 | 대만   | 중화 타이베이  | 대한민국      | 일본           |     |
| 2020 | 대만   | 대회 취소      | 대회 취소     | 대회 취소      |     |
| 2024 | 일본   | 중화 타이베이  | 대한민국      | 일본           |     |

## 메달 집계
| 순위 | 국가           | 금메달 | 은메달 | 동메달 | 합계 |
| ---- | -------------- | ------ | ------ | ------ | ---- |
| 1    | 중화 타이베이  | 8      | 1      | 2      | 11   |
| 2    | 일본           | 1      | 6      | 3      | 10   |
| 3    | 대한민국       | 1      | 3      | 4      | 8    |
| 4    | 중화인민공화국 | 1      | 0      | 2      | 3    |
| 5    | 홍콩           | 0      | 1      | 0      | 1    |